# فندق وكازينو نيويورك - نيويورك
فندق وكازينو نيويورك - نيويورك هو فندق وكازينو يقع في لاس فيغاس ستريب،بارادايس،نيفادا.تم تصميمه لكي يحاكي معمار مدينة نيويورك.تم افتتاح الفندق في 3 يناير 1997.